# Порт-Анджелес-Іст (Вашингтон)
Порт-Анджелес-Іст (англ. Port Angeles East) — переписна місцевість (CDP) в США, в окрузі Клеллам штату Вашингтон. Населення — 3159 осіб (2020).

## Географія
Порт-Анджелес-Іст розташований за координатами 48°6′35″ пн. ш. 123°22′2″ зх. д. / 48.10972° пн. ш. 123.36722° зх. д. (48.109718, -123.367131).  За даними Бюро перепису населення США в 2010 році переписна місцевість мала площу 11,98 км², з яких 9,76 км² — суходіл та 2,22 км² — водойми.

### Клімат
Громада знаходиться у зоні, котра характеризується середземноморським кліматом. Найтепліший місяць — липень із середньою температурою 13.9 °C (57 °F). Найхолодніший місяць — січень, із середньою температурою 2.8 °С (37 °F).
| Клімат Порт-Анджелес-Іста | Клімат Порт-Анджелес-Іста | Клімат Порт-Анджелес-Іста | Клімат Порт-Анджелес-Іста | Клімат Порт-Анджелес-Іста | Клімат Порт-Анджелес-Іста | Клімат Порт-Анджелес-Іста | Клімат Порт-Анджелес-Іста | Клімат Порт-Анджелес-Іста | Клімат Порт-Анджелес-Іста | Клімат Порт-Анджелес-Іста | Клімат Порт-Анджелес-Іста | Клімат Порт-Анджелес-Іста | Клімат Порт-Анджелес-Іста |
| Показник                  | Січ.                      | Лют.                      | Бер.                      | Квіт.                     | Трав.                     | Черв.                     | Лип.                      | Серп.                     | Вер.                      | Жовт.                     | Лист.                     | Груд.                     | Рік                       |
| Середній максимум, °C     | 6                         | 8                         | 9                         | 12                        | 15                        | 17                        | 19                        | 19                        | 17                        | 13                        | 9                         | 7                         | 12                        |
| Середня температура, °C   | 3                         | 4                         | 5                         | 8                         | 10                        | 12                        | 14                        | 14                        | 13                        | 9                         | 6                         | 4                         | 8                         |
| Середній мінімум, °C      | 0                         | 1                         | 2                         | 3                         | 6                         | 8                         | 10                        | 10                        | 8                         | 5                         | 3                         | 1                         | 4                         |
| Норма опадів, мм          | 57                        | 39                        | 33                        | 25                        | 24                        | 27                        | 13                        | 17                        | 26                        | 36                        | 55                        | 66                        | 417                       |
| ------------------------- | ------------------------- | ------------------------- | ------------------------- | ------------------------- | ------------------------- | ------------------------- | ------------------------- | ------------------------- | ------------------------- | ------------------------- | ------------------------- | ------------------------- | ------------------------- |
| Джерело: Weatherbase      |                           |                           |                           |                           |                           |                           |                           |                           |                           |                           |                           |                           |                           |

## Демографія
Згідно з переписом 2010 року, у переписній місцевості мешкало 3036 осіб у 1368 домогосподарствах у складі 836 родин. Густота населення становила 253 особи/км².  Було 1482 помешкання (124/км²).
Расовий склад населення:
| - 92,9 % — білих - 1,6 % — корінних американців - 1,0 % — азіатів - 0,5 % — чорних або афроамериканців - 0,1 % — вихідців з тихоокеанських островів |

До двох чи більше рас належало 3,2 %. Частка іспаномовних становила 2,1 % від усіх жителів.
За віковим діапазоном населення розподілялося таким чином: 17,9 % — особи молодші 18 років, 60,8 % — особи у віці 18—64 років, 21,3 % — особи у віці 65 років та старші. Медіана віку мешканця становила 48,4 року. На 100 осіб жіночої статі у переписній місцевості припадало 99,5 чоловіків;  на 100 жінок у віці від 18 років та старших — 95,7 чоловіків також старших 18 років.
Середній дохід на одне домашнє господарство  становив 55 997 доларів США (медіана — 53 889), а середній дохід на одну сім'ю — 67 215 доларів (медіана — 63 717). Медіана доходів становила 48 385 доларів для чоловіків та 39 449 доларів для жінок. За межею бідності перебувало 10,5 % осіб, у тому числі 8,0 % дітей у віці до 18 років та 5,4 % осіб у віці 65 років та старших.
Цивільне працевлаштоване населення становило 1379 осіб. Основні галузі зайнятості: освіта, охорона здоров'я та соціальна допомога — 25,6 %, роздрібна торгівля — 14,8 %, виробництво — 8,9 %, транспорт — 7,8 %.